# ماغاووز

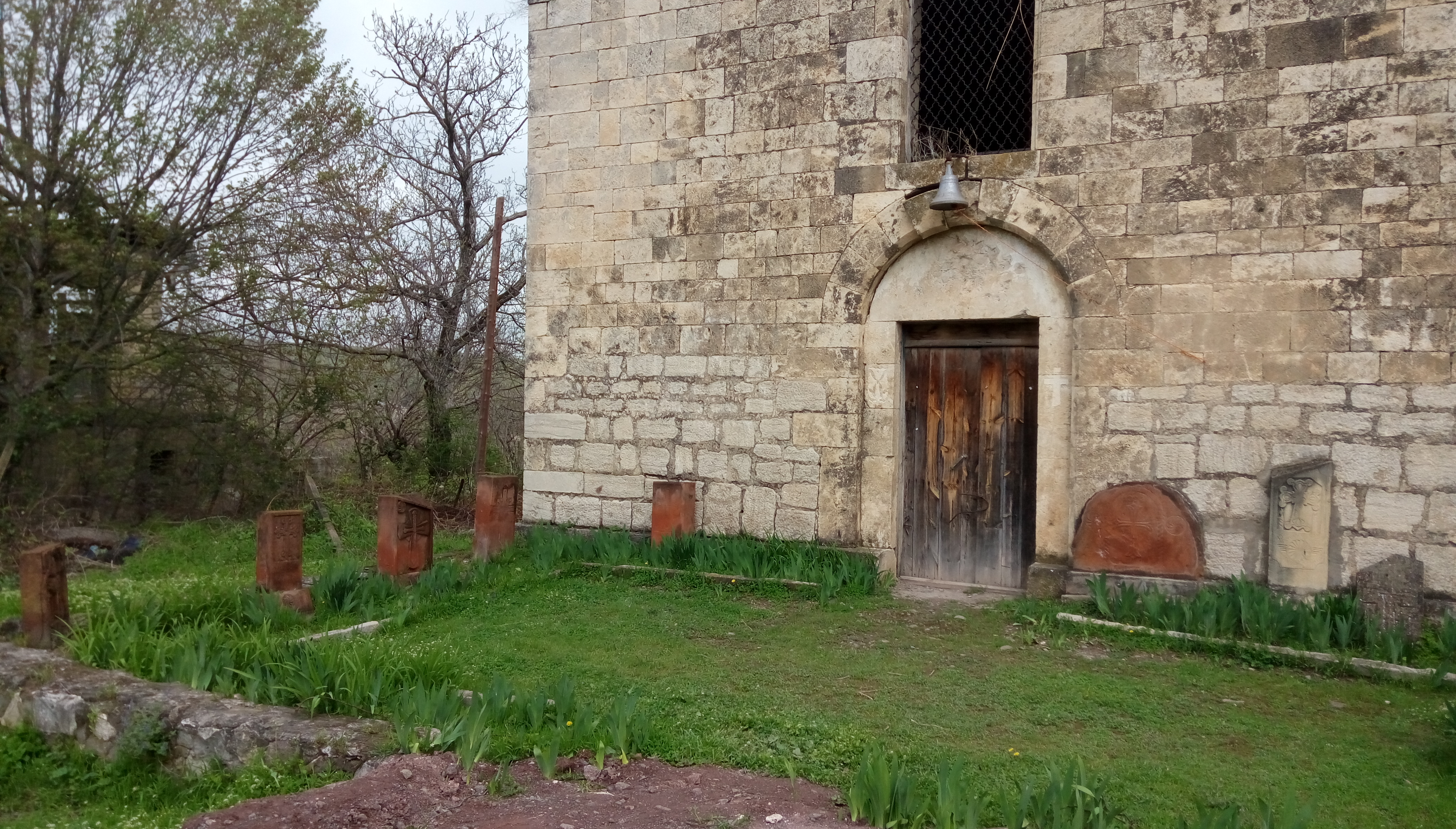
نگاره ای از یک مکان دیدنی و سرسبز در ماغاووز

ماغاووز (به ارمنی: Մաղավուզ، به ترکی آذربایجانی: چارداق‌لی Çardaqlı) یک منطقهٔ مسکونی در جمهوری آرتساخ است که در استان مارتاکرت واقع شده‌است. ماغاووز ۴۶۸ نفر جمعیت دارد.